# Baqyt
Baqyt (englischer Titel Happiness) ist ein kasachischer Film von Askar Uzabayev. Die Weltpremiere fand am 15. Februar 2022 bei den 72. Internationalen Filmfestspielen Berlin in der Sektion „Panorama“ statt.

## Handlung
Eine Ehefrau vertreibt als erfolgreiche Influencerin ihre Produktlinie „Happiness“, die Frauen attraktiv und glücklich machen soll. In hypnotischen Verkaufssessions demonstriert sie die Vorzüge der Produkte. Ihrem selbstbestimmten Arbeitsalltag steht jedoch das Leben zu Hause in denkbar großem Kontrast gegenüber: Es herrscht Terror, ihr Körper hat blau-schwarze Flecken, jahrelang wurde sie misshandelt. Ihren geschundenen Körper verdeckt sie mit einem orangefarbenen Kleid, das für ihr Arbeitsleben steht.

## Hintergrund
Im Interview mit Sektionsleiter Michael Stütz bezeichnet er Baqyt als einen Film „über häusliche Gewalt, die natürlich nicht nur ein kasachisches, sondern ein weltweites Thema ist und leider viel zu wenig Beachtung erfährt“. Der Film basiere auf der „Biografie der Produzentin [Bayan Maxatkyzy], die in Kasachstan eine bekannte Person ist und mit dem Film versucht, ein gesellschaftliches Bewusstsein für das Thema zu schaffen“.
Maxatkyzy ist TV-Anchorwoman, Produzentin, Schauspielerin und Bloggerin. Sie spielte in zahlreichen Filmen und produzierte bislang 17 Filme, die in Kasachstan großen Erfolg hatten. In den sozialen Medien hat sie Millionen von Followern. 2016 war Maxatkyzy Opfer von häuslicher Gewalt ihres Ehemanns geworden, mit dem sie 22 Jahre lang verheiratet war. Sie trug mehrere Stichwunden am Körper und im Gesicht davon. Maxatkyzy überlebte – nach Monaten im Krankenhaus – während ihr Ex-Mann ins Gefängnis ging.

## Rezeption
In der Beschreibung der Berlinale heißt es, „mit trügerischer Ruhe und unerträglicher Ausdauer inszeniert Askar Uzabayev das weltweite Phänomen häusliche Gewalt und dekliniert es vor dem Hintergrund kasachischer Misogynie-Rituale durch“. Der Film würde „Spuren hinterlassen bei allen, die der Brutalität des kleinen (Ehe-)Mannes und der Repressionsspiralen ins Auge sehen können“.
Uzabayev zeige „die ganze Bandbreite männlicher Aggression“ und versuche dabei, „den vielen ungesehenen und ungehörten Opfern eine Stimme, ein Bild zu geben“. Denn Schutzräume oder Opferberatungen sind in Kasachstan unbekannt, Vergewaltigung ist bis heute dort keine Straftat. 80 Prozent der des Mordes an ihren Ehemännern angeklagten Frauen geben an, aus Selbstschutz getötet zu haben.

## Veröffentlichung
Baqyt erhielt eine Einladung in die Sektion Panorama der Berlinale. Dort wurde das Werk am 15. Februar 2022 uraufgeführt.

## Auszeichnungen
Baqyt gewann den Panorama Publikumspreis als bester Spielfilm der Sektion.